# Itiziku Ike
Itiziku Ike är en sjö i Antarktis. Den ligger i Östantarktis. Norge gör anspråk på området. Itiziku Ike ligger 25 meter över havet.